# District de Tōda
Le district de Tōda (遠田郡, Tōda-gun) est un district de la préfecture de Miyagi, au Japon.

## Géographie

### Démographie
Au 1er décembre 2013, la population du district de Tōda était estimée à 41 808 habitants répartis sur une superficie de 157,14 km2.

## Communes du district
- Misato
- Wakuya